# Kahl (Dokumentarfilm)
Kahl (Alternativtitel Atomkraftwerk Kahl) ist deutscher Dokumentar-Kurzfilm von Haro Senft aus dem Jahr 1961, der für einen Oscar nominiert war.

## Inhalt
Filmemacher Haro Senft, später einer der Unterzeichner des Oberhausener Manifestes, drehte einen Film über den Bau und die Inbetriebnahme des Kernkraftwerkes Kahl, des ersten kommerziellen Kernkraftwerkes der Bundesrepublik Deutschland. In Auftrag gegeben wurde der Bau von den Energieversorgungskonzernen RWE und Bayernwerk, erbaut durch die Allgemeine Elektricitäts-Gesellschaft (AEG) mit General Electric als Lizenzgeber und Lieferant für den Siedewasserreaktor. Das Versuchsatomkraftwerk Kahl (VAK) ging am 13. November 1960 in Betrieb. Obwohl die Anlage sich auf dem Gelände Großwelzheim befand, blieb der Name Versuchsatomkraftwerk Kahl, einmal war das kürzer und sollte zudem den im Kernkraftwerk tätigen US-Amerikanern die Aussprache erleichtern.
Zeitgleich werden anhand historischer Aufnahmen die wichtigsten Ereignisse jener Jahre eingefangen, sodass ein skizzenhafter Abriss der Zeit von 1958 bis 1960 entsteht.

## Produktion, Veröffentlichung
Produziert wurde der Film von der Haro Senft Filmproduktion sowie der Dido-Film GmbH. Uraufgeführt wurde Kahl 1961 in Bergamo, Gran Premio. Vorgestellt wurde er 1961 zudem im italienischen Turin. Der internationale Titel lautet Kahl Nuclear Power Plant.
Dies war der erste deutsche Kurzfilm, der eine Oscarnominierung erhielt; der Film gehört zu den vergessenen Meilensteinen des Jungen Deutschen Films. Den Oscar konnte Frank P. Bibas für den Film Project Hope, bei dem die Jungfernfahrt des Krankenhausschiffes „SS Hope“ im Mittelpunkt steht, für sich verbuchen.

## Auszeichnungen  (Auswahl)
- 1961: Industriefilmfestival Turin: Zweiter Preis für Atomkraftwerk Kahl
- 1961: Internationales Filmfestival Bergamo: Gran Premio für Atomkraftwerk Kahl
- 1961: Industriefilmfestival Berlin: Erster Preis für Kahl
- 1961: Industriefilmfestival New York: Erster Preis für Kahl
- 1961: FBW: Prädikat „Besonders wertvoll“
- 1962: Kongress für Elektronik und Kernphysik, Rom: Goldplakette
- 1962: Oscar-Nominierung in der Kategorie „Bester Dokumentar-Kurzfilm“ für Kahl